# Nessim Sibony
Nessim Sibony (outubro de 1947) é um matemático francês, especialista em teoria de múltiplas variáveis complexas e dinâmica complexa em dimensão superior. É desde 1981 professor da Universidade Paris-Sul em Orsay.

## Biografia
Sibony obteve um doutorado em 1974 na Universidade Paris-Sul, com a tese Problèmes de prolongement analytique et d'approximation polynômiale pondérée. Em suas pesquisas trabalha com análise complexa e dinâmica complexa em múltiplas variáveis, incluindo colaboração com John Erik Fornæss e Dinh Tien-Cuong sobre teoria de Fatou-Julia em múltiplas variáveis complexas e sobre foliações em superfícies de Riemann.
Independentemente de Adrien Douady e John Hamal Hubbard, Sibony provou na década de 1980 que o conjunto de Mandelbrot é conectado.
Recebeu o Prêmio Sophie Germain de 2009 da Académie des Sciences. Recebeu o Prêmio Stefan Bergman de 2017. Foi palestrante convidado do Congresso Internacional de Matemáticos em Quioto (1990: Some recent results on weakly pseudoconvex domains). Foi membro sênior do Instituto Universitário da França de 2009 a 2014.

## Publicações selecionadas
- com Tien-Cuong Dinh Density of positive closed currents, a theory of non-generic intersections. J. Algebraic Geom. 27 (2018), no. 3, 497–551.
- com Tien-Cuong Dinh  Super-potentials for currents on compact Kähler manifolds and dynamics of automorphisms. J. Algebraic Geom. 19 (2010), no. 3, 473–529.
- com Dierk Schleicher, Eric Bedford, Tien-Cuong Dinh, Marco Brunella, Marco Abate Holomorphic dynamical systems, Lectures at CIME (Cetraro 2008, in Sibony, Dinh Dynamics in several complex variables: Endomorphisms of projective spaces and polynomial like mappings), Springer Verlag, Lecturenotes in Mathematics, vol. 1998, 2010.
- com Tien-Cuong Dinh  Super-potentials of positive closed currents, intersection theory and dynamics. Acta Math. 203 (2009), no. 1, 1–82.
- com Tien-Cuong Dinh Distribution des valeurs de transformations méromorphes et applications. (m francês) [Distribution of the values of meromorphic transformations and applications] Comment. Math. Helv. 81 (2006), no. 1, 221–258.
- com Tien-Cuong Dinh  Dynamique des applications d'allure polynomiale. (French) [Dynamics of polynomial-like mappings] J. Math. Pures Appl. (9) 82 (2003), no. 4, 367–423.
- com Dominique Cerveau, Étienne Ghys, Jean-Christophe Yoccoz Complex Dynamics and Geometry, SMF/AMS Texts and Monographs vol. 10, 2003 (in von Sibony: Dynamics of rational maps on {\displaystyle P^{k}}), French edition SMF 1999 (Panoramas et Synthèses, vol. 8).
- com Julien Duval Polynomial convexity, rational convexity and currents, Duke Mathematical Journal, 79 (1995), no. 2, 487-513.
- Quelques problemes de prolongement de courants en analyse complexe, Duke Mathematical Journal, 52 (1985), pp. 157-197.

## ligações externas
- Página pessoal na Universidade Paris-Sul